# Понте Форчоне (Перуђа)
Понте Форчоне је насеље у Италији у округу Перуђа, региону Умбрија.
Према процени из 2011. у насељу је живело 3 становника. Насеље се налази на надморској висини од 258 м.